# Nadir (astronomia)

Zależność między zenitem, nadirem i różnymi rodzajami horyzontu

Nadir (arab. نظير nathir – przeciwieństwo) – punkt na sferze niebieskiej położony dokładnie naprzeciwko zenitu. Znajduje się prostopadle pod horyzontem i jest najniżej położonym punktem sfery niebieskiej. Geometrycznie, jest to jeden z dwóch punktów na sferze niebieskiej, przeciętych przez lokalną oś pionu.
Słowo nadir używane jest także do określenia najniższego punktu; biegun znajdujący się pod horyzontem.
Termin też jest stosowany w astronautyce do określenia kierunku wskazującego powierzchnię ciała niebieskiego względem sztucznego satelity znajdującego się na orbicie tego ciała.